# اوئه
شهر اوئه (به فرانسوی: Ohey) در شهرستان نمور در استان نمور در منطقه فدرال والوون در کشور بلژیک واقع شده‌است.